# 毛茸仿刺鎧蝦
毛茸仿刺鎧蝦（学名：Munidopsis pilosa）为鎧甲蝦科仿刺鎧蝦屬下的一个种。